# Elezioni legislative nei Paesi Bassi del 1986
Le elezioni legislative nei Paesi Bassi del 1986 si tennero il 21 maggio per il rinnovo della Tweede Kamer. In seguito all'esito elettorale, Ruud Lubbers, espressione di Appello Cristiano Democratico, fu riconfermato Ministro-presidente.

## Risultati
| Liste                                           | Voti      | %     | Seggi |
| ----------------------------------------------- | --------- | ----- | ----- |
| Appello Cristiano Democratico                   | 3 172 918 | 34,59 | 54    |
| Partito del Lavoro                              | 3 051 678 | 33,27 | 52    |
| Partito Popolare per la Libertà e la Democrazia | 1 596 991 | 17,41 | 27    |
| Democratici 66                                  | 562 466   | 6,13  | 9     |
| Partito Politico Riformato                      | 159 740   | 1,74  | 3     |
| Partito Politico dei Radicali                   | 115 203   | 1,26  | 2     |
| Partito Pacifista-Socialista                    | 110 182   | 1,20  | 1     |
| Alleanza Politica Riformata                     | 88 381    | 0,96  | 1     |
| Federazione Politica Riformatrice               | 83 582    | 0,91  | 1     |
| Partito Comunista dei Paesi Bassi               | 57 847    | 0,63  | –     |
| Partito di Centro                               | 36 741    | 0,40  | –     |
| Partito Socialista                              | 32 144    | 0,35  | –     |
| Partito Popolare Evangelico                     | 21 998    | 0,24  | –     |
| I Verdi                                         | 18 641    | 0,20  | –     |
| Partito per i Gruppi di Mezzo                   | 15 297    | 0,17  | –     |
| Loesje                                          | 12 882    | 0,14  | –     |
| Democratici di Centro                           | 12 277    | 0,13  | –     |
| Altri <0,10%                                    | 21 191    | 0,23  | –     |
| Totale                                          | 9 172 159 | 100   | 150   |